# Dirk Klinkenberg
Dirk Klinkenberg, né le 15 novembre 1709 à Haarlem et mort le 3 mars 1799 à La Haye, fut secrétaire du gouvernement néerlandais pendant 40 ans. Il est également connu comme mathématicien et astronome amateur.
Jan de Munck, Dirk Klinkenberg et Jean-Philippe de Cheseaux ont chacun découvert indépendamment la Grande Comète de 1744 (C/1743 X1). Klinkenberg a également découvert plus tard les comètes C/1748 K1 et C/1762 K1 (Klinkenberg).
L'astéroïde (10427) Klinkenberg, qui porte son nom, a été découvert le 24 septembre 1960 par Cornelis Johannes van Houten, Ingrid van Houten-Groeneveld et Tom Gehrels.